# Xiphactinus
A Xiphactinus a sugarasúszójú halak (Actinopterygii) osztályának Ichthyodectiformes rendjébe, ezen belül a Ichthyodectidae családjába tartozó fosszilis nem.

## Rendszerezés
A nembe az alábbi 2 faj tartozik:
- Xiphactinus audax (Leidy, 1870) - típusfaj
- Xiphactinus vetus Leidy, 1856